# 夜間戰鬥機

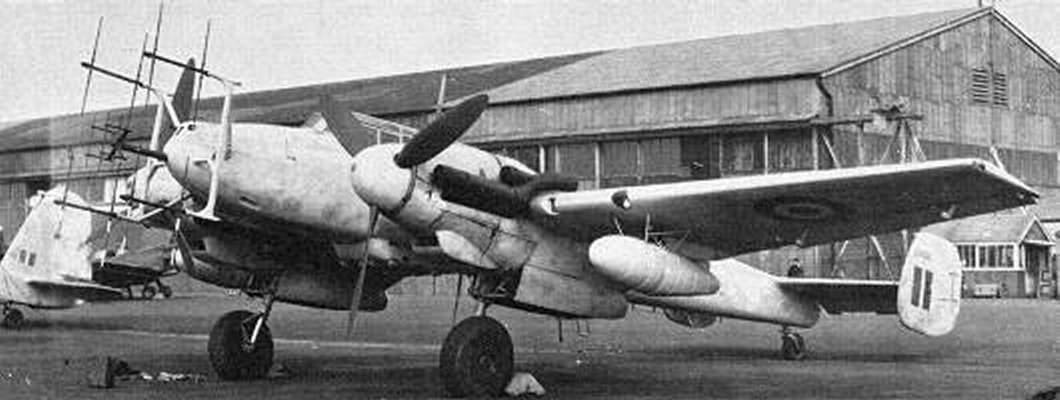
德國Bf 110戰鬥機夜間戰鬥機，機頭突出的是固定雷達天線

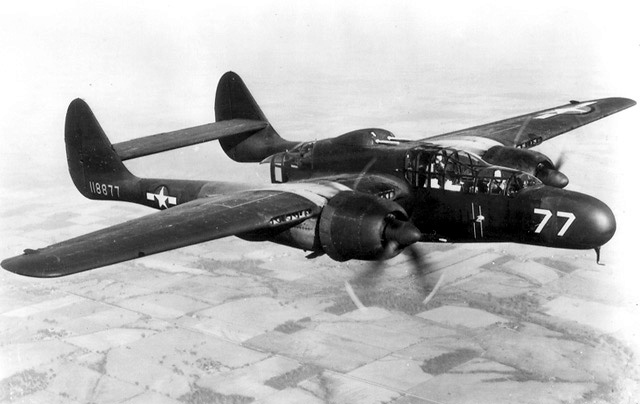
美國P-61黑寡婦夜間戰鬥機採用內置拋物面式可转动雷達天線

夜間戰鬥機（Night fighter ）是戰鬥機過去存在的一種分類，指專門在夜間進行戰鬥任務的機種。在二战后的一段时间内也被称为全天候战斗机（all-weather fighter ）或是 全天候拦截机（all-weather interceptor）

## 概要

### 特色
夜間戰鬥任務與日間戰鬥任務有極大的不同，尤其在早期雷達不成熟時夜間轰炸擁有相當好的隱蔽性，普通的战斗机相對不利於搜索敵人，因此夜間戰鬥機須特別強化夜間偵搜能力。因夜幕对战斗机也是掩护，因此机动力被放在次要地位，为搭载搜索设备和更强的火力，設計較日間戰鬥機龐大笨重，犧牲了性能優勢。專職的夜間戰鬥機通常由大型战斗机或轻轰炸机改装，不會執行日間戰鬥任務，面對日間戰鬥機，其搭载的沉重搜索设备毫无作用反而成为动力负担，增强的定向火力也无法发挥，生存機率很不樂觀。

### 設計
夜間戰鬥機典型的共有設計就是特別搭載探照灯、照明彈與空載雷達系統，但早期這些設備體積龐大重量笨重，且需要多人操控。因此一般多設計成至少能承載兩人，接近雙發動機的重型戰鬥機或中型轟炸機等中大型機種，單發動機戰鬥機較為罕見效率也較有限。
由於機體設計多較日間戰鬥機龐大笨重，夜間戰鬥機與重型戰鬥機一樣不求纏鬥能力，較為強調續航力與偵搜能力。火力上多數夜間戰鬥機設計的比單發動機戰鬥機強大，部分能額外攜帶輔助攻擊用的炸彈與火箭彈。
虽然夜間戰鬥机配有探照灯，但为避免暴露自身位置，尽量与地面防空部队通过无线电配合，利用地面大型探照灯，或发射机载照明弹。本身的優勢也是夜间不易被肉眼搜索，因此為了強化隱蔽性其機身多半採用深色塗裝（尤其是底部），以降低在黑夜中被發現的機率。
除了肉眼、探照燈、照明彈與雷達，搭載聲音搜索裝備也是部分夜間戰鬥機的初始設計之一，英國曾嘗試利用“定向听音器”來搜索夜間來犯的敵機，可这种适合陆军的设备在飞行中因气流噪音干扰毫无用处，对目標的數量、方位和高度的判斷上無法提供任何可以用於攔截的資料。
雷達成熟前，夜间战斗机的飛行員尽量依靠机载照明弹和地面探照燈协助肉眼搜索敌机，至空載雷達被廣泛使用之後幾乎成了夜間戰鬥機不可或缺設備。但早期的雷達无旋转天线和显示屏幕，其固定天线需要飞行员摆动机身扫描空域；同时雷达操作员像陆军使用“定向听音器”和海军使用“声纳”一样，通过耳机音频声的强弱判定目标；另外需要兼职的通讯员及射手与地面防空部队联络及最终目视目标开火（各国夜间战斗机机组均有报告因开火时的火光导致暂时失盲失去目标，因此有要求射击前全体机组闭眼，类似于拿破仑时代燧发枪的操作）；使用上相當複雜，判讀目標資訊全靠人工，只有一名飛行員要同時進行多項工作非常困難，雷達操作員是提高夜間戰鬥機效率相當重要的一項職務。

### 類型
夜間戰鬥機可以分成幾類：
- 非專門夜間戰鬥機

直接使用日間戰鬥機執行夜間戰鬥任務。一類的設計不會增添開發成本且亦可執行日間戰鬥任務但效果最差，不但不易偵搜敵人同時在夜間起飛與降落的過程容易發生意外。
- 改裝夜間戰鬥機

將日間戰鬥機（包括單發動機戰鬥機、雙發動機重型戰鬥機與雙發動機中型轟炸機等，後兩者為主流，也可能是其他機種）加以改裝，增添夜間作戰任務所需的設備，例如雷達或是傾斜式機砲。這一類的設計效果較佳開發成本也不高因此最為常見的，例如Ju 88（轟炸機改裝成夜間戰鬥機)、Bf 110(雙引擎戰鬥機加裝雷達成為夜間戰鬥機)、F6F-5N(單引擎戰鬥機加裝雷達吊倉成為夜間戰鬥機）)跟A6M5-S（單引擎戰鬥機加裝傾斜式機砲成為夜間戰鬥機）
開發時就專為夜間戰鬥任務而設計，這一類的設計效果最佳但開發成本較高因此比較少見，嚴格來說只有美國的P-61戰鬥機是自始就以夜間戰鬥機作為設計。

### 歷史
夜間戰鬥機最早出現是在第一次世界大戰期間。當時部署夜間戰鬥機的國家之一是英國，用以攔截在夜間轟炸英國城市的德國飛船。
第二次世界大戰夜間戰鬥機的發展與應用達到高峰，包括德國、英國、美國、日本都有開發專門的夜間戰鬥機與部隊從事作戰。
二戰結束之後，夜間戰鬥任務的需求仍不減，但隨著雷達系統電子小型化成為所有戰鬥機的共有設備之後，戰鬥機的出勤不再受限於晝夜的影響，加上地面雷達偵蒐技術成熟，傳統的夜間戰鬥機隱蔽優勢已降低。至今已經戰鬥機都已經可以全天候出勤而不需劃分日夜間使用，不過新出現的電子作戰飛機與隱形戰機在設計與功能應用上與夜間戰鬥機都有異曲同工之妙。

## 代表機型
- He 219戰鬥機
- Bf 110戰鬥機
- P-61戰鬥機
- 月光夜間戰鬥機
- 彗星夜間戰鬥機
- 極光夜間戰鬥機
- 電光夜間戰鬥機